# إلغاء تجريم المثلية الجنسية
إلغاء تجريم المثلية الجنسية يعني إزالة القوانين التي تجرّم العلاقات الجنسية بين الرجال بعضهم مع بعض، أو بين النساء بعضهن مع بعض. تحقق ذلك في معظم مناطق العالم، باستثناء مناطق واسعة من إفريقيا والعالم الإسلامي.

## التاريخ
خلال الثورة الفرنسية عام 1791، ألغت الجمعية التأسيسية الوطنية القانون الذي يجرّم المثلية الجنسية، ضمن تبنيها مدونة قانونية جديدة خالية من التأثيرات المسيحية. لم تتناول الجمعية مسألة المثلية الجنسية في أي من مناقشاتها، غير أن العلاقات المثلية أصبحت قانونية في فرنسا منذ ذلك الحين. في الفترات السابقة، كان من الممكن أن يُعاقب عليها بالحرق حتى الموت، رغم ندرة تطبيق هذا الحكم. جرى تقنين إلغاء تجريم اللواط في قانون العقوبات الصادر عام 1810.
انتشر إلغاء تجريم المثلية الجنسية في أرجاء أوروبا نتيجة فتوحات نابليون وتبنّي القوانين المدنية ومدونات العقوبات المستوحاة من النموذج الفرنسي، مما أسفر عن إلغاء التجريم في العديد من الولايات القضائية، واستبدال عقوبة الإعدام بعقوبة السجن في ولايات أخرى. عبر الاحتلال العسكري أو محاكاة القانون الجنائي الفرنسي، ألغت الدول الإسكندنافية، وإسبانيا، وهولندا، والبرتغال، وبلجيكا، واليابان، ومستعمراتها وأقاليمها — بما في ذلك جزء كبير من أمريكا اللاتينية — تجريم العلاقات المثلية.
أكّد قانون العقوبات الفرنسي لعام 1810 هذا الاتجاه، وتكرّس تطبيقه داخل الإمبراطورية النابليونية، فأصبح إلغاء التجريم دائمًا في بعض الدول التي انبثقت عن تلك الإمبراطورية مثل بلجيكا ولوكسمبورغ وهولندا وبعض الكانتونات السويسرية. أما في دول أخرى، فقد كان الإلغاء مؤقتًا، إذ أعادت بعضها تجريم المثلية جزئيًا مثل بعض الولايات الإيطالية، أو كليًا مثل ألمانيا وإسبانيا، وذلك خلال القرن التاسع عشر أو العشرين.
يُعدّ تجريم المثلية في أنظمة القانون المدني استثناءً لا قاعدة. وتقلّ احتمالية أن تجرّم المستعمرات الفرنسية السابقة المثلية الجنسية مقارنةً بالمستعمرات البريطانية، رغم أن بعض المستعمرات التي تبنّت قوانين العقوبات الفرنسية أدرجت مثل هذه القوانين لاحقًا، ومن بينها مصر وتونس ولبنان. غالبًا ما يُشار إلى أن الدولة العثمانية ألغت تجريم المثلية في عام 1858 حين اعتمدت قانونًا جزائيًا مستوحًى من النموذج الفرنسي، غير أن إليف جيلان أوزسوي ترى أن المثلية الجنسية لم تكن مُجرّمة أصلًا، وأن هذا التغيير القانوني أدى فعليًا إلى تشديد العقوبة، لأنه فرض عقوبات أقسى على المظاهر العلنية للعاطفة بين أفراد من الجنس نفسه.

### الاتحاد السوفيتي
ألغت الحكومة السوفيتية لجمهورية روسيا السوفيتية الاتحادية (RSFSR) تجريم المثلية الجنسية في ديسمبر عام 1917، وذلك عقب ثورة أكتوبر والتخلّي عن المدونة القانونية التي كانت معمولًا بها في عهد روسيا القيصرية.
تكرّس تقنين المثلية الجنسية في قانون العقوبات لجمهورية روسيا السوفيتية الاتحادية لعام 1922، وظل هذا التقنين قائمًا بعد إعادة صياغة القانون في عام 1926. ووفقًا لما أورده دان هيلي، فإن المواد الأرشيفية التي أُتيح الاطلاع عليها على نطاق واسع بعد انهيار الاتحاد السوفيتي عام 1991 «تكشف عن وجود نية واضحة منذ البداية لإلغاء تجريم الفعل الجنسي بين البالغين الراضين، وقد عُبّر عن هذه النية منذ المحاولات الأولى لصياغة قانون جنائي اشتراكي في عام 1918 وصولًا إلى اعتماد التشريع النهائي في عام 1922».
ألغى البلاشفة أيضًا الحظر القانوني الذي كانت القيصرية قد فرضته على الحقوق المدنية والسياسية للمثليين، ولا سيما في مجال التوظيف في المؤسسات الحكومية. في عام 1918، عُيّن جيورجي تشيتشيرين، وهو رجل مثلي كان يخفي ميوله الجنسية، مفوضًا للشعب في الشؤون الخارجية لجمهورية روسيا السوفيتية الاتحادية. وفي عام 1923، تولّى تشيتشيرين المنصب نفسه في الاتحاد السوفيتي، وظل يشغله حتى عام 1930.
في أوائل عشرينيات القرن العشرين، أبدت الحكومة السوفيتية والمجتمع العلمي اهتمامًا ملحوظًا بالبحث الجنسي، والتحرر الجنسي، وتحرير المثليين. في يناير عام 1923، أرسل الاتحاد السوفيتي وفدًا من مفوضية الصحة برئاسة مفوض الصحة نيكولاي سيماشكو إلى المعهد الألماني للبحث الجنسي، كما شارك في عدد من المؤتمرات الدولية المعنية بالجنس البشري بين عامي 1921 و1930. خلال هذه المشاركات، عبّر ممثلو الاتحاد السوفيتي عن دعمهم لتقنين العلاقات المثلية بين البالغين متى كانت خاصة وتوافقية، كما دعوا إلى تحسين حقوق المثليين في جميع أنحاء العالم.
في عامي 1923 و1925، نشر الدكتور غريغوري باتكيس، مدير معهد النظافة الاجتماعية في موسكو، تقريرًا بعنوان «الثورة الجنسية في روسيا»، أكد فيه أن المثلية الجنسية «طبيعية تمامًا» ويجب أن تحظى بالاحترام على الصعيدين القانوني والاجتماعي. شهدت عشرينيات القرن في الاتحاد السوفيتي تطورات ملحوظة في مجال البحث العلمي الجاد حول الجنس البشري عمومًا، ودعمت بعض هذه الأبحاث الطرح التقدمي الذي ينظر إلى المثلية الجنسية بوصفها جزءًا طبيعيًا من التنوع الجنسي البشري، كما ظهر في أعمال الدكتور باتكيس قبل عام 1928. خرجت تلك التفويضات، وأُجريت تلك الأبحاث، وجرى تفويضها ودعمها من قبل مفوضية الشعب للصحة بقيادة المفوض نيكولاي سيماشكو.
اقتصر تقنين العلاقات المثلية الخاصة، بين البالغين وبالتراضي، على جمهورية روسيا السوفيتية الاتحادية وجمهورية أوكرانيا السوفيتية. في المقابل، ظلّت المثلية الجنسية تُعد جريمة في أذربيجان، حيث جرى تجريمها رسميًا في عام 1923، وكذلك في جمهوريات القوقاز السوفيتية وآسيا الوسطى السوفيتية طوال عشرينيات القرن العشرين. كما سُنّت قوانين جنائية مماثلة في أوزبكستان عام 1926، وفي تركمانستان في العام الذي تلاه.
رغم إلغاء تجريم المثلية الجنسية في عام 1917، اتّسمت السياسة الاجتماعية السوفيتية الأوسع في عشرينيات القرن العشرين تجاه حقوق المثليين ومعاملة الأفراد المثليين بالتباين في كثير من الأحيان. حاولت المحاكم السوفيتية قمع أشكال التنوع الجنسي حتى في الحالات التي لم تُعتبر فيها المثلية الجنسية جريمة. في أواخر عشرينيات القرن، تغيّر موقف الحكومة السوفيتية تدريجيًا، فتراجعت عن انفتاحها السابق إزاء العلاقات المثلية، وصولًا إلى سنّ قوانين في عام 1934 تجرّم المثلية الذكورية من جديد.

### النزعة نحو إلغاء التجريم ما بعد الحرب العالمية الثانية
بحلول عام 1958، لاحظ الإنتربول توجّهًا متزايدًا نحو إلغاء جزئي لتجريم المثلية الجنسية، غالبًا ما تَرافق مع رفع سن الرضا مقارنةً بالعلاقات الجنسية بين الجنسين. أوصت عدة منظمات دولية بتبنّي هذا النموذج. وجاء هذا التقارب إما من خلال إلغاء جزئي للتجريم، كما حدث في المملكة المتحدة وعدد من الدول الأخرى، أو من خلال تجريم جزئي، كما في بلجيكا، حيث رُفع سن الرضا للعلاقات الجنسية المثلية من 16 إلى 18 عامًا، ودخل هذا القانون حيّز التنفيذ في عام 1965.
بوجه عام، شهد أواخر القرن العشرين موجة من إلغاء تجريم المثلية الجنسية. فقد انطوت 90% من التعديلات التي أُدخلت على هذه القوانين بين عامي 1945 و2005 على تخفيف القيود أو إلغائها بالكامل. ويُفسَّر هذا التحوّل القانوني بتزايد الاهتمام بحقوق الإنسان واستقلالية الفرد، إلى جانب التأثيرات العميقة التي أحدثتها الثورة الجنسية في ستينيات القرن العشرين. برز هذا الاتجاه المتنامي نحو تعزيز حقوق الأفراد في التشريعات المتعلقة بالجنس على مستوى عالمي، غير أن وتيرته لا تزال أبطأ في بعض المناطق، مثل الشرق الأوسط.
ثمانون في المئة من حالات إلغاء تجريم المثلية الجنسية بين عامي 1972 و2002 جرت عبر السلطة التشريعية، بينما نُفّذ الباقي من خلال أحكام قضائية اعتبرت القوانين المجرّمة غير دستورية. شكّل الحكم الصادر عن المحكمة الأوروبية لحقوق الإنسان في قضية «دودجن ضد المملكة المتحدة» عام 1981 أول مرة تطالب فيها محكمة بإلغاء تجريم المثلية الجنسية صراحةً. على خلاف الحالات السابقة التي ارتبط فيها الإلغاء بتبنّي نظام جديد للقانون الجنائي، جاء هذا الإلغاء من خلال قوانين محددة أُقرّت لإزالة العقوبات الجنائية المفروضة على العلاقات المثلية، بدءًا من السويد في عام 1944. بدأ إلغاء التجريم، الذي كان في البداية محصورًا بأوروبا والأمريكتين، بالانتشار إلى مناطق أخرى من العالم خلال ثمانينيات القرن العشرين.
بلغت وتيرة إلغاء تجريم المثلية الجنسية ذروتها في التسعينيات. وبعد انهيار الاتحاد السوفيتي، ألغت العديد من الجمهوريات السوفيتية السابقة تجريم المثلية، فيما حافظت بعض دول آسيا الوسطى على تلك القوانين. في عام 1997، ألغت الصين تجريم المثلية الجنسية. أما في الهند، فقد رأت المحكمة العليا عام 2018، بعد معركة قانونية طويلة، أن تجريم المثلية يتعارض مع دستور البلاد، وذلك في حكمها في قضية «نافتيج سينغ جوهر ضد اتحاد الهند».
في عام 2019، أثارت خطة بروناي لتطبيق عقوبة الإعدام بحق المثليين موجة احتجاج دولية، وأدى ذلك إلى فرض وقف مؤقت على تنفيذ العقوبة. ولا تزال معظم دول منطقة الكاريبي، التي كانت مستعمرات بريطانية سابقة، تحتفظ بقوانين تجرّم المثلية الجنسية. وكانت بليز أول من ألغى هذا التجريم بعد أن رأت المحكمة أن القانون يخالف الدستور عام 2016.
أظهرت الدراسات أن التحديث، كما يُقاس بمؤشر التنمية البشرية أو نصيب الفرد من الناتج المحلي الإجمالي، بالإضافة إلى العولمة وفقًا لمؤشر KOF، يرتبطان سلبًا باستمرار وجود القوانين التي تُجرّم المثلية الجنسية عبر الزمن. غالبًا ما ظهرت حركات مجتمع الميم بعد إلغاء تلك القوانين الجنائية، إلا أن بعض هذه الحركات أسهم في الدفع نحو الإلغاء. يتخذ نشاط مجتمع الميم ضد قوانين التجريم أشكالًا متعددة، منها الدعوة المباشرة لإلغاء النصوص القانونية، واللجوء إلى التقاضي الاستراتيجي داخل النظام القضائي بهدف الحد من فاعلية تلك القوانين، إلى جانب البحث عن حلفاء خارج البلاد، والعمل على تعزيز القدرات داخل المجتمع ذاته. رغم ارتباط الاستعمار البريطاني بوضع قوانين تجرّم المثلية الجنسية، فإن هذا الارتباط لا يؤثر في احتمال إلغاء تلك القوانين لاحقًا.
في عام 1981، اعتمد مجلس أوروبا قرارًا يدعو إلى إلغاء تجريم المثلية الجنسية وإلغاء القوانين التي تميّز في سن الرضا. وبعد قضية «دودجن»، أصبح إلغاء تجريم المثلية شرطًا للانضمام إلى مجلس أوروبا، وهو ما تحوّل بدوره إلى شرط أساسي للالتحاق بالاتحاد الأوروبي. نتيجة لذلك، أقدمت عدة دول أوروبية على إلغاء قوانين التجريم. قُبلت ليتوانيا في مجلس أوروبا عام 1993 قبل بضعة أشهر من إلغائها تجريم المثلية. أما رومانيا، فقد قُبلت في المجلس في العام نفسه بعد أن تعهّدت بإلغاء قانونها، غير أنها استمرت في تطبيقه حتى عام 1998. وتخلّت روسيا عن قانون "اللواط" عام 1993 جزئيًا بدافع رغبتها في الانضمام إلى مجلس أوروبا. وكانت جمهورية شمال قبرص التركية، المعلنة من جانب واحد، آخر ولاية قضائية في أوروبا تُلغي تجريم المثلية الجنسية، وذلك في عام 2014.

### مقاومة إلغاء التجريم
تُعدّ إفريقيا القارة الوحيدة التي لم يشهد فيها إلغاء تجريم المثلية الجنسية انتشارًا واسعًا منذ منتصف القرن العشرين. تستند الخطابات المبرِّرة لهذا التجريم في إفريقيا إلى سرديات رئيسية، منها «حماية النظام العام، والأخلاق، والثقافة، والدين، والأطفال من الأجندة المثلية الإمبريالية المفترضة» المرتبطة بالشمال العالمي. يجري تصوير المثلية الجنسية على أنها «ليست أفريقية»، وأنها ظاهرة دخيلة من الخارج. غير أن هذه الادعاءات تتجاهل حقيقة أن العديد من الثقافات الإفريقية الأصلية كانت تتسامح مع المثلية الجنسية، وأن القوانين التي تجرّمها تعود في أصلها إلى الحقبة الاستعمارية البريطانية. وبالطريقة ذاتها، تُستخدم المثلية الجنسية في الشرق الأوسط بوصفها أداة للهيمنة الغربية للأسباب نفسها.
لذلك، رأى بعض الأكاديميين، مثل جوزيف مسعد، أن الحركة الدولية الداعمة لحقوق مجتمع الميم تُلحق ضررًا أكبر مما تجلب من نفع في إفريقيا أو الشرق الأوسط. في المقابل، دعت بعض منظمات مجتمع الميم الأفريقية الدول الغربية إلى الامتناع عن استخدام المساعدات الخارجية وسيلةً للضغط في قضايا تتعلّق بحقوق المثليين.
في عام 2015، أطلق عدد من الأكاديميين الأفارقة عريضة تدعو إلى إلغاء تجريم المثلية الجنسية، وتنتقد في الوقت نفسه العديد من الحجج المتداولة ضد هذا المسار. قد يلجأ بعض السياسيين أيضًا إلى إثارة قضية المثلية الجنسية كأداة لصرف الانتباه عن مشكلات أو أزمات أخرى.
بعد انتهاء الاستعمار، وسّعت عدة مستعمرات بريطانية سابقة القوانين التي كانت تستهدف الرجال وحدهم، لتشمل أيضًا السلوك المثلي بين النساء. وفي عدد من الدول الإفريقية، لم تُطبّق القوانين المناهضة للمثلية إلا على نطاق محدود لعقود طويلة، لكن منذ منتصف التسعينيات، ازداد تطبيق هذه القوانين وتصاعدت محاولات تسييسها، إلى جانب إطلاق دعوات لتشديد العقوبات. غالبًا ما تصدر هذه الدعوات عن مؤسسات دينية محلية. أسهم انتشار المسيحية الإنجيلية، ولا سيما الطائفة العنصرية، في تعزيز هذا التسييس، إذ شاركت هذه الكنائس في حملات مناهضة للمثلية ضمن جهود تشكيل الهوية الوطنية.
في الكاميرون، وُجد قانون يجرّم المثلية الجنسية منذ عام 1962، لكنه لم يُنفّذ فعليًا حتى عام 2005. في ذلك العام، شرعت الكنيسة الكاثوليكية، خصوصًا من خلال رئيس الأساقفة سيمون-فيكتور تونيي باكو والكاردينال كريستيان وييغان تومي، إلى جانب وسائل الإعلام، في تحويل المثلية إلى قضية سياسية. اعتبارًا من عام 2020، تُعدّ الكاميرون من أكثر دول العالم تشددًا في مقاضاة السلوك المثلي بالتراضي. أما في أوغندا، فقد أثارت مقترحات لتشديد تجريم المثلية، مثل مشروع قانون «اقتلوا المثليين»، اهتمامًا دوليًا واسعًا. في المقابل، أقدمت دول إفريقية أخرى مثل جنوب إفريقيا، وأنغولا، وبوتسوانا، وموزمبيق على إلغاء تجريم المثلية الجنسية.
يُعد التمسك بالإسلام من أبرز العوامل التي تُنبئ باستمرار العمل بالقوانين التي تُجرّم المثلية الجنسية وتُجيز إنزال عقوبة الإعدام بحق من يمارسها. ففي بعض الدول، يستند تجريم المثلية إلى تطبيق الشريعة الإسلامية. ترتبط تدخلات الدولة في الشؤون الدينية، مثل توسيع صلاحيات المحاكم الدينية لتتجاوز قضايا الأحوال الشخصية، أو فرض حظر على الزواج بين أتباع ديانات مختلفة، ارتباطًا وثيقًا بالإبقاء على قوانين تجريم المثلية الجنسية.